# ساختمان اداری بانک ملی
ساختمان اداری بانک ملی مربوط به دوره معاصر - دوره پهلوی دوم است و در شهرستان ابوموسی، بخش مرکزی، شهر ابوموسی واقع شده و این اثر در تاریخ ۲ مرداد ۱۳۸۷ با شمارهٔ ثبت ۲۳۰۸۹ به‌عنوان یکی از آثار ملی ایران به ثبت رسیده است.